# Дискография Александра Вертинского
Первые записи русского певца и актёра Александра Вертинского (48 песен) были сделаны в 1930–1933 годах для фирмы «Parlophon» (Германия — Англия — Франция) и «Odeon» (Германия). В 1932 году певец записал 22 песни для фирмы «Columbia» (Англия — США) и 30 песен для польской фирмы «Syrena-Electro». Примерно в 1935 году Вертинский записал 8 песен под американским лейблом «Tour de Fox». По возвращении на Родину, певец записал 15 произведений в московском Доме звукозаписи.

## Грампластинки (78 об./мин.)

### Parlophon
- Моя звезда / Полукровка (B. 23002 или 22.313[2], 79005/79014; Франция (сторона 1), Германия (сторона 1), Германия (сторона 2))
- Я сегодня смеюсь над собой / Песенка о моей жене (B. 23003 или 22.312, 79006/79011; Германия (сторона 1), Германия (сторона 2))
- У высокого берега / Бразильский крейсер (B. 23004, 79007/79013; Германия (сторона 1), Германия (сторона 2))
- Сероглазый король / Ты успокой меня (B. 23005 или 22.310, 79008/79012; Германия (сторона 1), Германия (сторона 2))
- Пани Ирена / Femme Raffinée (B. 23006 или 22.314, 79009/79010) Великобритания (сторона 1), Великобритания (сторона 2)
- Письмо к даме / Лиловый негр (B. 23017 или 22.528, 79037/79038; Германия (сторона 1), Германия (сторона 2))
- В синем, далеком океане / Испано Сюиса (B. 23018, 79040/79044; Германия (сторона 1), Германия (сторона 2))
- О всех усталых / Джонни (B. 23019, 79039/79046; Германия (сторона 1), Германия (сторона 2))
- Ракель Мале́р / Концерт Сарасате (B. 23020, 79042/79045; Германия (сторона 1), Германия (сторона 2))
- Эх, душа моя / Только раз бывают в жизни встречи (B. 23021, 79043/79041; Германия (сторона 1), Германия (сторона 2))
- Палестинская песня (Chanson de Palestine) / Каторжная (B. 23072, 79111/79112; Германия (сторона 1), Германия (сторона 2))
- Минута на пути / Ваши злые духи (B. 23073, 79114/79115; Германия (сторона 1), Германия (сторона 2))
- Маленький креольчик / ???? (B. 23084, 79149/???; Германия (сторона 1))
- В голубой далёкой спаленке / То, что я должен сказать (B. 23085, 79151/79152; Германия (сторона 1), Германия (сторона 2))
- Чёрный карлик / Классические розы (85.595, 79139/79140)
- Жёлтый ангел / ???? (79109)
- Мадам, уже падают листья / ???? (79110)
- Дни бегут / ???? (79113)
- Китайская акварель / ???? (79116)
- Девочка с моря / ???? (79117)
- Поздняя встреча / ???? (79118)
- Личная песенка / ???? (79119)
- Джимми-пират / ???? (79120)
- Матросы / ???? (79138)
- Оловянное сердце / ???? (79142)
- Три пажа / ????

### Odeon
- Жёлтый ангел /(RO 1234)
- Дни бегут / Trop tard (A 207554 a, RO 1236/????)
- Джимми-пират (RO 1239) / Личная песенка (RO 1238)
- Чёрный карлик/Oлoвянное сердце (O. 253384 b.)

### Columbia
- Chanson d’amour («Снился мне сад…») / «Танго Магнолия» (DC 28, WL 2157/2158)
- Молись, кунак! (Кавказская песня) / ???? (WL 2159)
- Чужие города / ???? (WL 2161)
- Дым без огня / Безноженька (D 31110, H 2504/2506)
- Снежная колыбельная / Сумасшедший шарманщик (D 31111, H 2507/2510)
- Буйный ветер / За кулисами (D 31112, H 2498/2505)
- Минуточка / Бал Господен (D 31113, H 2500/2502)
- Jamais[3] (Попугай Флобер) / Пёс Дугла́с (D 31114, H 2503/2509)
- В голубой спаленке / Ваши пальцы (D 31184, H 2492/2494)
- Темнеет дорога / Пей, моя девочка (D 31186, H 2497/2511)
- В степи молдаванской / Баллада о короле (D 31187, H 2493/2501)
- Три пажа / ???? (H 2508)

- В голубой спаленке / Ваши пальцы (20303-F, 130938/130939)
- Дым без огня / Безноженька (20329-F, CO 18676/18677)
- Сумасшедший шарманщик / Снежная колыбельная (20331-F, 19030/19031)
- Три пажа / Дорога длинная (20337-F, CO 19377/19378)
- Буйный ветер / Танго «Магнолия» (20350-F, CO 29004/29005)
- Пей, моя девочка / За кулисами (20351-F, CO 29003/29010)
- Пёс Дугла́с / Жамэ — Попугай Флобер (20354-F, CO 29287/29288)
- В степи молдаванской / Баллада о короле (20374-F)

### Syrena-Electro
- Бразильский крейсер / У высокого берега (3876, 22869/22853) /
- О всех усталых / Ты успокой меня (аккомпанемент: Ежи Петербургский) (3877, 22854/22855)
- Концерт Сарасате / Сумасшедший шарманщик (аккомпанемент: Ежи Петербургский) (3880, 22867/22894)
- Магнолия (танго) / Степь молдаванская (3885, 22884/22886)
- Письмо Есенина / Сероглазый король (аккомпанемент: Ежи Петербургский) (3889, 22865/22870)
- Снежная колыбельная / ???? (????, 22858/????)
- Бал Господен / ???? (????, 22860/????)
- Темнеет дорога / ???? (????, 22863/????)
- Буйный ветер / ???? (????, 22864/????)
- Последнее письмо / ???? (????, 22865/????)
- Пани Ирена / ???? (????, 22866/????)
- Молись, кунак! (Кавказская песня) / ???? (????, 22883/????)
- Жёлтый ангел / Палестинское танго (????, 22888/22887)
- За кулисами / ???? (????, 22890/????)
- Три пажа / ???? (????, 22891/????)
- «Испано-Сюиза» / ???? (????, 22892/????)

### Другие иностранные фирмы грамзаписи (переиздания)
- Песенка о моей жене / Мадам, уже падают листья (Argee 1023)
- Палестинское танго / Каторжная (Kismet 268)
- В синем, далёком океане / Сероглазочка (Kismet 271)
- Баллада о короле / В степи молдаванской (Stinson R 3040 A/B, на этикетке матрицы перепутаны)
- Мадам, уже падают листья / Рождество (Tour De Fox LF112 / AT003) /

### СССР
Единственная запись на пластинки в России/СССР была сделана 21, 24 и 26 января 1944 года в Москве в Доме звукозаписи. Серия из 15 песен (16 матриц — 8 пластинок; собственно пластинки штамповались разными заводами, Апрелевским, Ленинградским, Рижским, Ташкентским и др.; было несколько тиражей в разные годы):
- В степи молдаванской / Чужие города (11872/11873)
- Над розовым морем / В синем и далеком океане (11874/11887)
- Палестинское танго / Марлен (11875/11884)
- Мадам, уже падают листья / Маленькая балерина (11876/11883)
- Куст ракитовый / Её письмо на фронт  (11877/11878)
- Иная песня / Юность мира  (11879/11886)
- Прощальный ужин (запись на двух сторонах: 11880/11881)
- Матросы / Без женщин (11882/11885)

## Долгоиграющие и гибкие пластинки (33 1/3 об./мин.)

### Kismet (США)
- Alexander Vertinsky in his original songs (на конверте) или Alexander Vertinsky in his repertoire of intimate songs (на самой пластинке) («Vol. 1»: K-35, MO8P 3598-9)
- Alexander Vertinsky sings Tango Magnolia («Vol. 2»: K-41, N8OP 9183-4)
- Александр Вертинский, «Маленькая балерина» (только на конверте) или Alexander Vertinsky sings Malenkaya balerina (на пластинке и на обороте конверта) («Vol. 3»: K-45, R4RM 0605-6)

### Мелодия (СССР)
- 1969 «Алёнушка» (Д 026773—4)
- 1969 «Минуточка» (ГД 0001703—4)
- 1971 «Маленькая балерина. Испано-Сюиза» (ГД 0002455)
- 1973 «В нашей комнате» (Д 034253—4)
- 1982 «Аравийская песня» (М60 44009—10)
- 1989 К 100-летию со дня рождения Вертинского (двойной альбом: «Белый пароходик», «Дни бегут») (М60 48689 001; М60 48691 001)

## Компакт-диски
- 1992[4] VERTINSKI 2CD (Le Chant du Monde, LDX 274939—40)[5]
- 1993 VERTINSKI (Русский сезон, RSCD 0002); 2000 (Boheme Music, CDBMR 007143)
- 1994 То, что я должен сказать (Мелодия, MEL CD 60 00621)
- 1995 Песни любви (RDM, CDRDM 506089); 1999 (Boheme Music, CDBMR 908089)
- 1996 Жёлтый ангел (CD-Media, CDM 96—3)
- 1997 Неизданное (ЦВПИКНО, АВ 97—1)
- 1999 Легенда века (Boheme Music, CDBMR 908090)

Контрафактные:
- 2000 Избранное (Мелодия, MEL CD 60 08395)
- 2001 Лучшее (RETROMUSIC Co. Ltd., 039291)
- Золотая коллекция; Ваши пальцы пахнут ладаном (Gold Records); 2003 Ты успокой меня (MELODIYA RECORDS)
- 2002 Золотой век русской эстрады (S.T.R. Records)
- не позже 2007 Русский сезон (BMI / ПМО «Славянский базар», VA-9916273 B)[6]
- не позже 2007 То, что я должен сказать (BMI / ПМО «Славянский базар», KV-098328653-83)
- не позже 2007 Песня любви (BMI / ПМО «Славянский базар», 987238762386)
- не позже 2007 Неизданное (BMI / ПМО «Славянский базар», 9958262345-553)
- не позже 2008 Александр Вертинский 2CD (New Records, в серии «Золотые песни», без индекса[7] — 4602264551950)